# Ɋ
La q con cola de gancho (mayúscula: Ɋ , minúscula: ɋ ) es una letra del alfabeto latino extendido. Fue introducida por misioneros luteranos en Papúa Nueva Guinea para su uso en el idioma numanggang en las décadas de 1930 o 1940. En 2002, se decidió dejar de utilizar la letra. Todavía se usa en el lenguaje Kâte para representar una oclusiva velo-labial sonora /ɡ͡b/ . (Latín Q es sin voz /k͡p/ )
En algunas formas de escritura a mano para los idiomas basados en el alfabeto latino, la minúscula q siempre tiene una cola de gancho. Esto es particularmente evidente en los tipos de letra sans-serif geométricos que se utilizan para enseñar a los niños a escribir.
A pesar del nombre, el glifo en mayúscula se parece más a la letra latina alfa (Ɑ) que a Q.

## Codificación
| Carácter      | Ɋ                                         | Ɋ                                         | ɋ                                       | ɋ                                       |
| ------------- | ----------------------------------------- | ----------------------------------------- | --------------------------------------- | --------------------------------------- |
| Unicode       | LATIN CAPITAL LETTER Q CON COLA DE GANCHO | LATIN CAPITAL LETTER Q CON COLA DE GANCHO | LATIN SMALL LETTER Q CON COLA DE GANCHO | LATIN SMALL LETTER Q CON COLA DE GANCHO |
| Codificación  | decimal                                   | hex                                       | decimal                                 | hex                                     |
| Unicode       | 586                                       | U+024A                                    | 587                                     | U+024B                                  |
| UTF-8         | 201 138                                   | C9 8A                                     | 201 139                                 | C9 8B                                   |
| Ref. numérica | &#586;                                    | &#x24A;                                   | &#587;                                  | &#x24B;                                 |